# Caleb Deschanel
Joseph Caleb Deschanel, A.S.C. (født 21. september 1944) er en amerikansk filmfotograf.

## Tidlige liv
Deschanel blev født i Philadelphia, Pennsylvania til en fransk far og en amerikansk mor, der opdragede ham i hendes kvæker religion. Han gik på gymnasiet, Severn School. Han gik på Johns Hopkins University fra 1962 til 1966, hvor han mødtes med Walter Murch, med hvem han iscenesatte begivenheder, herunder en uforglemmelig hvor Murch bare satte sig ned og spiste et æble for et publikum. Murch gradueret et år foran ham og opfordrede Deschanel at følge ham til University of Southern California School of Cinematic Arts, hvor han fik sin afgangseksamen i 1968. I denne periode var han medlem af et band af filmstuderende kaldet The Dirty Dozen, en gruppe, der har tiltrukket sig opmærksomhed i Hollywood-systemet. Efter sin eksamen, deltog han i AFI Konservatorium og fik sin afgangseksamen med en MFA-grad i 1969.

## Filmfotograf og Producer
Hans filmfotograf kredits inkluderer: Fly Away Home, The Black Stallion, The Right Stuff, Hal Ashby's Being There, Timeline, og Mel Gibson's The Passion of the Christ. Han arbejdede også på John Cassavetes A Woman Under the Influence.
Han instruerede sin første film The Escape Artist i 1982, og en anden, Crusoe, i 1989. I 1990, Deschanel instrueret tre episoder i David Lynch-serien Twin Peaks. I 2007, instrueret han en episode af Bones,som stjerner hans datter Emily. Han var filmfotograf i 2009-filmen My Sister's Keeper.

## Personlige liv
Han er gift med skuespilleren Mary Jo Weir og er far til skuespillerinder Zooey og Emily Deschanel.

## Awards
Han har været nomineret til fem Oscars, hver gang i forbindelse med filmproduktion. Den første nominering kom i 1983 for filmen The Right Stuff. Hans anden var i 1984 for The Natural. En tredje kom i 1996 for Fly Away Home, derefter nr. 4 i 2000 for The Patriot og endelig den femte for hans arbejde i The Passion of the Christ. 
Han vandt også American Society of Cinematographers (ASC) pris for hans arbejde i The Patriot.